# Perisphinctes
Perisphinctes es un género extinto de cefalópodos ammonoideos. Vivieron durante las épocas del Jurásico Medio al Jurásico Superior y sus especies sirven como fósiles guía para ese período de tiempo.
La especie P. boweni recibió su nombre del químico y geólogo inglés EJ Bowen (1898-1980).

## Distribución
Se han encontrado conchas de especies pertenecientes a este género en el Jurásico de la Antártida, Argentina, Chile, Cuba, Egipto, Etiopía, Francia, Alemania, Hungría, India, Irán, Italia, Japón, Madagascar, Polonia, Portugal, Rusia, Arabia Saudita, España, Suiza, Reino Unido y Yemen.

## Galería

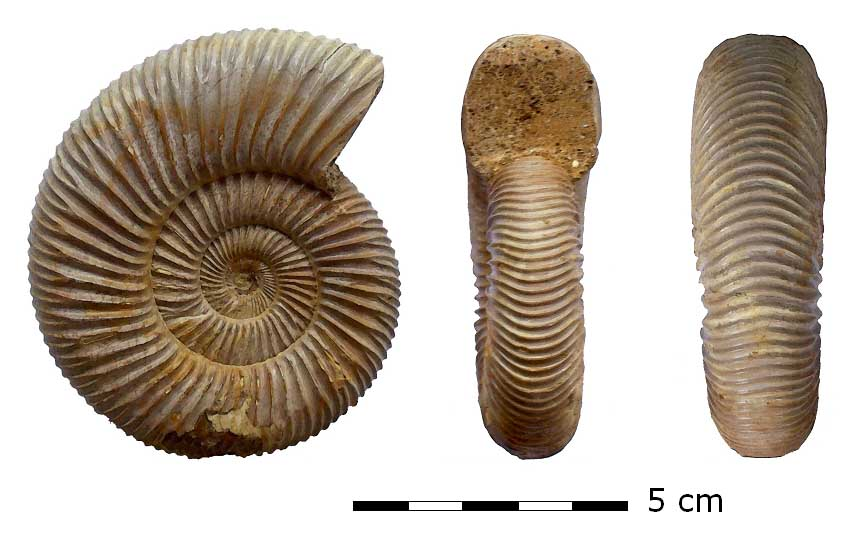
Perisphinctes virguloides
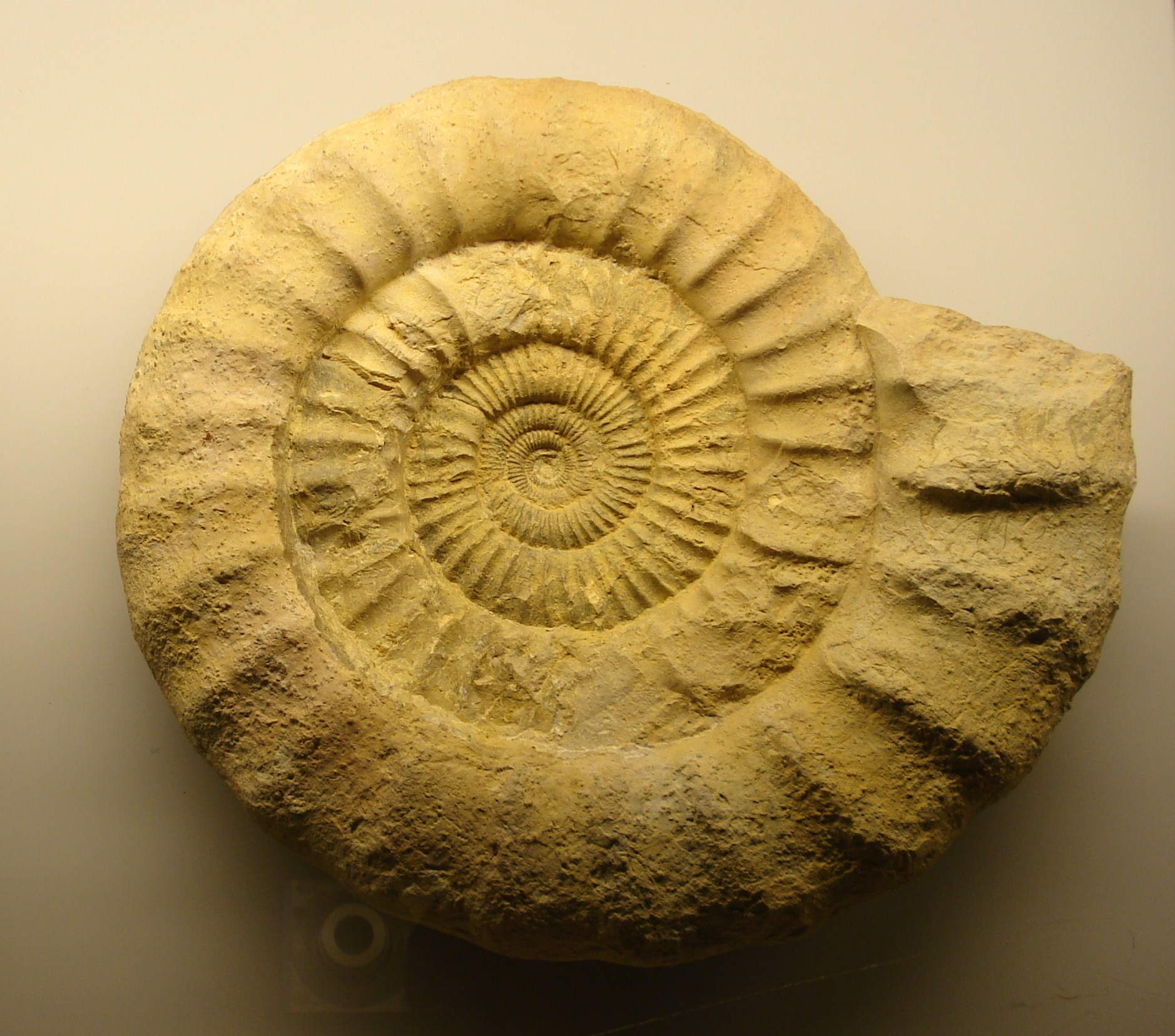
Perisphinctes choffati
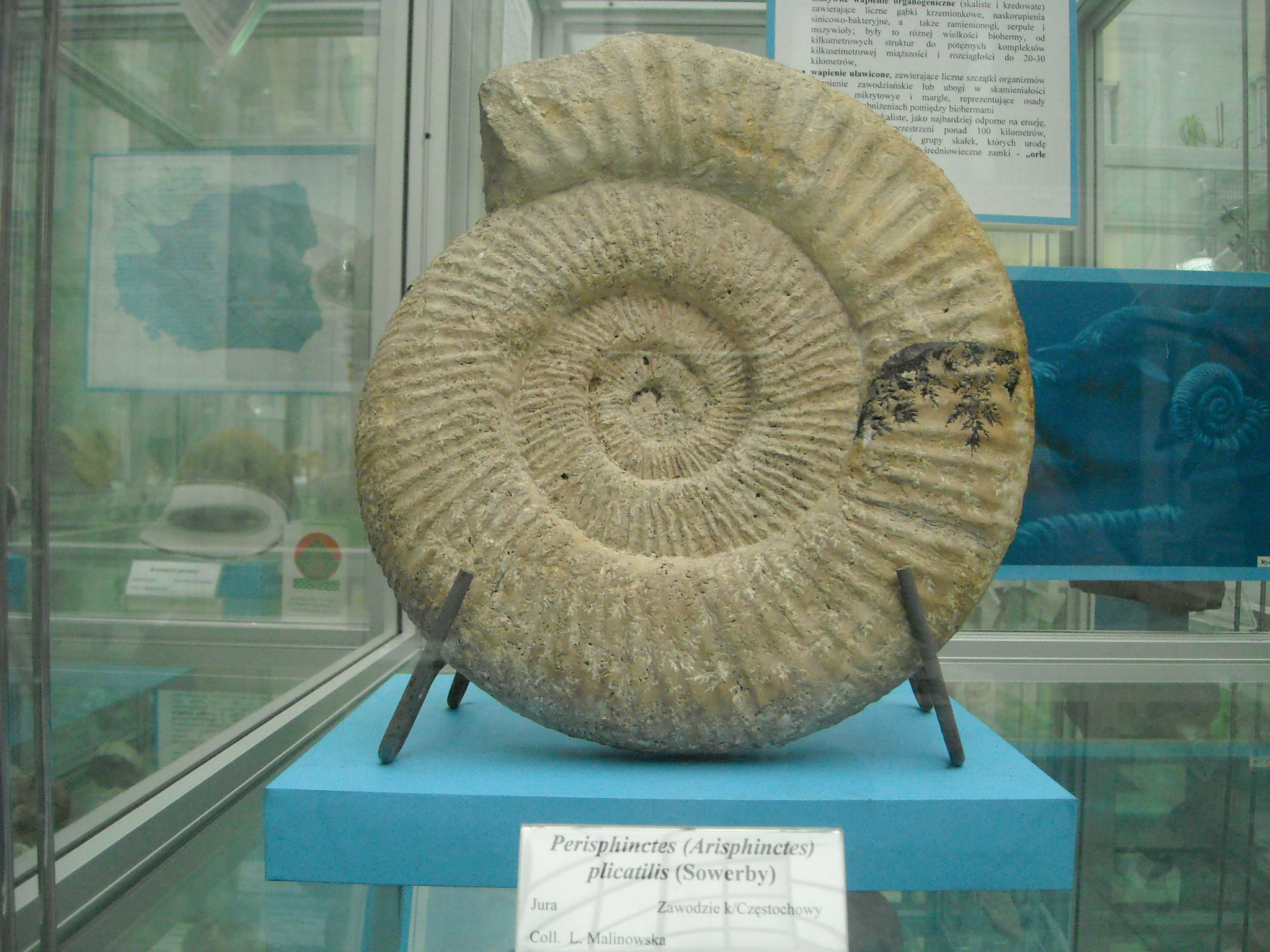
Perisphinctes plicatilis
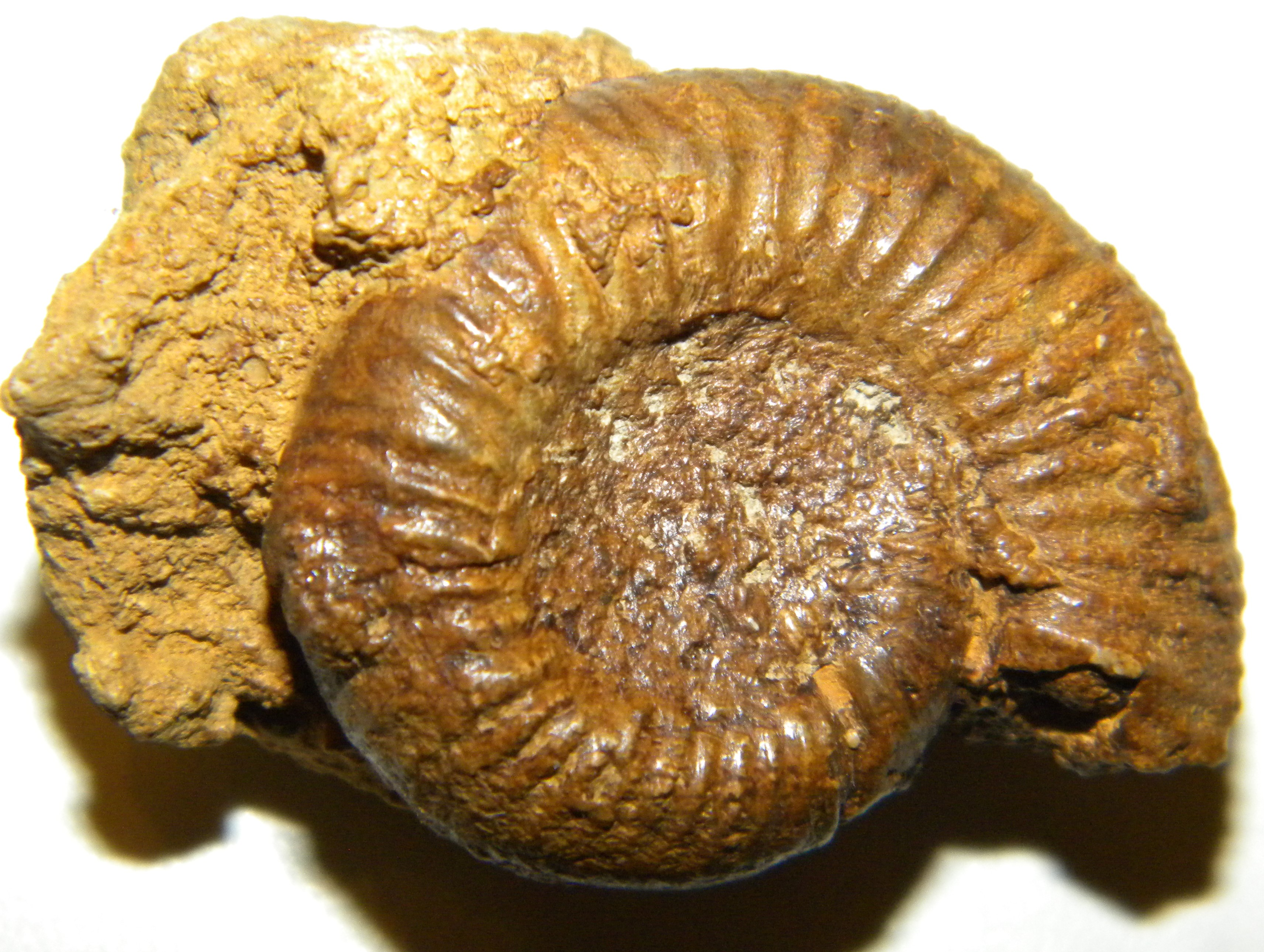
Perisphingtes oxfordien